# スローバラード
「スローバラード」は、RCサクセションの楽曲および1976年1月21日、ポリドールから4年ぶりにリリースされた6枚目のシングル。1991年2月6日に同曲のリミックス・ヴァージョンが東芝EMIから再発された。イ長調。

## 解説
1976年4月21日発売アルバム『シングル・マン』の先行シングル。レコーディング当時、日本公演を行っていたタワー・オブ・パワーのホーン・セクションがレコーディングに参加。クレジットはされていないが、ピアノは深町純と言われている。ただ星勝は否定している。
シングルはAB面とも、アルバムとはミックス違い。シングルはエンジニアの茂木正三。アルバムは茂木バージョンをRCのメンバーが再ミックスしている。

## タイアップ
「スローバラード」は1991年公開の『!［ai-ou］』、2015年公開の『ラブ&ピース』2本の映画の主題歌に起用。

## 収録曲
編曲：星勝 & RCサクセション
1. スローバラード
（作詞・作曲：忌野清志郎 & みかん）
2. やさしさ
（作詞：忌野清志郎　作曲：肝沢幅一）

### CD:TODT-2621
1. スローバラード（RE-MIX VERSION）
2. 空がまた暗くなる
アルバム『Baby a Go Go』収録。
TBS水ドラ!!『おかしの家』（2015年）主題歌。

## カバー
スローバラード
- 2000年にゴスペラーズが忌野清志郎デビュー30周年記念ライブで歌唱、同ライブ音源は2007年の企画アルバム『The Gospellers Works』に収録。
- 2008年にBank Bandがカバー。アルバム『沿志奏逢2』に収録。
- 2009年に大野真澄がカバー・アルバム『VOCAL'S VOCALS』で取り上げた。
- 2009年にEARTHSHAKERの西田昌史、SHOW-YAの寺田恵子、LOUDNESSの二井原実による音楽ユニット・西寺実がカバー・アルバム『ふぞろいのロックたち 其之壱』（2009年2月11日）でカバー。10曲目に収録。
- 2011年にSHANTIがアルバム『Romance with me』でカバー。歌詞の大部分は英語に変更され、タイトルも「スローバラード〜Our Ballad」となっている[4]。
- 2012年に槇原敬之がカバー。トリビュート・アルバム『KING OF SONGWRITER 〜SONGS OF KIYOSHIRO COVERS〜』に収録された。
- 2012年に世良公則がカバー・アルバム『BACKBONE』で取り上げた。
- 2012年にSuperflyがライジング・サン・ロックフェスティバルで歌唱、同ライブ音源は2015年のアルバム『WHITE』初回生産限定盤付属ミニ・アルバムに収録[5]。
- 2016年に渋谷すばるがカバー。カバー・アルバム『歌』に収録[6]。
- 2016年に野村義男・渡辺英樹のユニット・三野姫のアルバム『わすれもの5』（2016年2月2日）でカバー。11曲目に収録[7]。
- 2017年に鈴木雅之がカバー・アルバム『DISCOVER JAPAN III 〜the voice with manners〜』で取り上げた。